# Donja Klina
Klinë e Poshtme en albanais et Donja Klina en serbe latin (en serbe cyrillique : Доња Клина) est une localité du Kosovo située dans la commune/municipalité de Skenderaj/Srbica et dans le district de Mitrovicë/Kosovska Mitrovica. Selon le recensement kosovar de 2011, elle compte 1 927 habitants, dont 1 925 Albanais.

## Démographie

### Évolution historique de la population dans la localité
| 1948 | 1953 | 1961 | 1971  | 1981  | 1991  | 2011  |
| ---- | ---- | ---- | ----- | ----- | ----- | ----- |
| 682  | 771  | 869  | 1 090 | 1 401 | 1 638 | 1 927 |

|  |